# Тетрагидридоалюминат цезия
Тетрагидридоалюминат цезия (аланат цезия) — неорганическое соединение, комплексный смешанный гидрид цезия и алюминия с формулой Cs[AlH4], белые кристаллы.

## Получение
- Действием хлорида алюминий на суспензию гидрида цезия в эфире:

{\displaystyle {\mathsf {AlCl_{3}+CsH\ {\xrightarrow {\ }}\ Cs[AlH_{4}]}}}
- Обменной реакцией гидрида цезия с алюмогидридом лития в тетрагидрофуране:

{\displaystyle {\mathsf {Li[AlH_{4}]+CsH\ {\xrightarrow {\ }}\ Cs[AlH_{4}]+LiH}}}

## Физические свойства
Тетрагидридоалюминат цезия образует бесцветные кристаллы, растворим тетрагидрофуране.

## Химические свойства
- Термически неустойчив:

{\displaystyle {\mathsf {2Cs[AlH_{4}]\ {\xrightarrow {T^{o}C}}\ 2CsH+2Al+3H_{2}\uparrow }}}
- Гидролизуется водой:

{\displaystyle {\mathsf {Cs[AlH_{4}]+4H_{2}O\ {\xrightarrow {\ }}\ CsOH+Al(OH)_{3}+4H_{2}\uparrow }}}
- Реагирует с разбавленными кислотами на холоде:

{\displaystyle {\mathsf {Cs[AlH_{4}]+HCl+3H_{2}O\ {\xrightarrow {\ }}\ CsCl+Al(OH)_{3}+4H_{2}\uparrow }}}
- Окисляется кислородом:

{\displaystyle {\mathsf {2Cs[AlH_{4}]+4O_{2}\ {\xrightarrow {T^{o}C}}\ Cs_{2}O+Al_{2}O_{3}+4H_{2}O}}}

## Применение
- В органическом синтезе.